# Флорида (Уругвай)
Флорида (исп. Florida) — город в Уругвае, административный центр одноимённого департамента.

## География
Расположен в южной части департамента, в 96 км к северу от Монтевидео, на национальном шоссе № 5. Через восточную и южную окраины города протекает ручей Санта-Лусия-Чико.

## История
Основан 24 апреля 1809 года с современным названием. Получил статус малого города (Villa) ещё до обретения страной независимости. 19 апреля 1894 года получил статус города (Ciudad). В 1825 году в городе был собрана Ассамблея, которая провозгласила независимость провинции от Португалии и Бразильской империи.

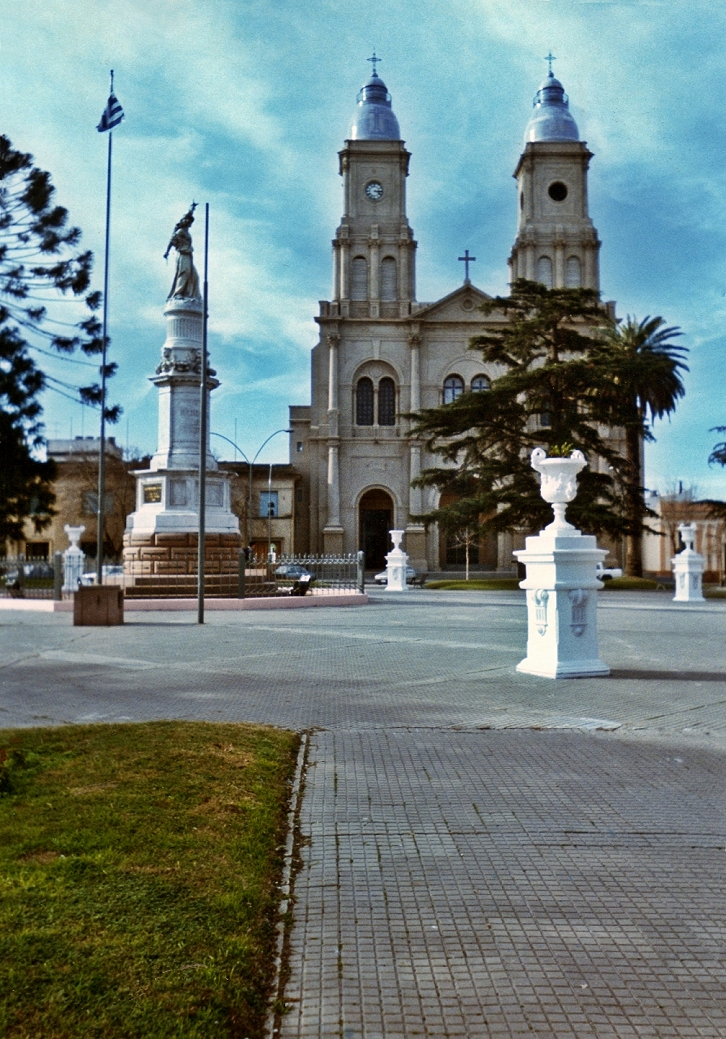
Площадь Ассамблеи

## Население
По данным на 2011 год население города составляет 33 639 человек (почти половина от всего населения департамента).
| Год  | Население |
| ---- | --------- |
| 1908 | 10 606    |
| 1963 | 20 934    |
| 1975 | 25 374    |
| 1985 | 28 443    |
| 1996 | 31 594    |
| 2004 | 32 128    |
| 2011 | 33 639    |

Источник: Instituto Nacional de Estadística de Uruguay

## Известные личности
- Педро Варела — президент Уругвая в 1868 и 1875-76 годах